# Talme Menasche
Talme Menasche (hebräisch תַּלְמֵי מְנַשֶּׁה Talmej Mɘnaššeh, deutsch ‚Furchen Menaschehs‘) ist ein Moschav im Zentralbezirk Israels, der 1953 von der Allgemeinen Zionisten-Bewegung gegründet wurde. Er besteht aus 62 Bauernhöfen, 5 Nebenbauernhöfen und einem Wohngebiet („Harchava“) auf einer Gesamtfläche von 1.800 Dunams. Er gehört dem Lokalverband Be'er Jaʿaqov.

## Geschichte
Der Moschav wurde 1953 gegründet auf dem Gebiet des ehemaligen palästinensischen Dorfes Abu al-Fadl, das 1948 während des Palästinakriegs von Israel entvölkert wurde. Auf dem Ackerland des Dorfes steht das ehemalige Hauptquartier vom palästinensischen Feldkommandant Hasan Salama. Der Moschav wurde nach Menasche Me'irowitsch (1860–1949) benannt, einem Bilu und Politiker, der noch nach Israels Unabhängigkeit lebte.
Die ersten Bewohner kamen 1953 an. Sie züchteten hauptsächlich Geflügel und Rinder und bauten Zitrusgewächse sowie Aprikosen an.
2006 wurde ein Teil des Ackerlands an Be'er Jaʿaqov übertragen, um ein Wohngebiet zu bauen.